# Betrieblicher Gesundheitsschutz
Der betriebliche Gesundheitsschutz beschäftigt sich mit den langfristigen Auswirkungen der Arbeit auf die Gesundheit der Beschäftigten. Ziel ist die Prävention arbeitsbedingter Gesundheitsstörungen und Berufskrankheiten (vgl. Arbeitsmedizinische Vorsorge). Gesundheitsschutz und Arbeitssicherheit gehören zu den Unternehmerpflichten nach dem Arbeitsschutzgesetz und sollten im Rahmen eines integrierten betrieblichen Arbeitsschutzmanagements aufeinander abgestimmt werden. Eine möglichst enge Kooperation zwischen Fachkraft für Arbeitssicherheit und Betriebsarzt ist daher sinnvoll und ratsam. In Betrieben mit einem Betriebsrat bestimmt diese Arbeitnehmervertretung mit.

## Verhältnisprävention
Der Schwerpunkt des Arbeitsschutzgesetzes liegt auf der Verhältnisprävention (§ 4): „Gefahren sind an ihrer Quelle zu bekämpfen.“ Diese Prävention setzt zuerst an den Arbeitsbedingungen an und nicht an den einzelnen Mitarbeitern: „Individuelle Schutzmaßnahmen sind nachrangig zu anderen Maßnahmen.“
Die Beurteilung der Arbeitsbedingungen ist Grundlage für die gesundheitsgerechte Gestaltung der Arbeitsplätze und Arbeitsabläufe. Das Arbeitsschutzgesetz verlangt, dass Risiken der Fehlbelastung etwa durch Gefahrstoffe, Lärm, physische und psychische Belastungen in einer Gefährdungsbeurteilung (z. B. Leitmerkmalmethode) ermittelt, beurteilt und dokumentiert werden. Mit geeigneten Maßnahmen müssen Gefährdungen verringert oder ganz beseitigt werden. Für die Maßnahmen ist im Arbeitsschutzgesetz eine Wirksamkeitskontrolle vorgeschrieben. Ergonomische Faktoren wie Beleuchtung, Raumklima oder Arbeitsplatzmaße können optimiert werden.
Verhältnisprävention bedeutet das Verändern der Umgebung, um damit sowohl die physische wie auch die psychische Integrität der Mitarbeiter zu sichern. Zum Beispiel kann die Arbeit so gestaltet werden, dass der Arbeitende mehr Handlungsspielraum mit den dafür erforderlichen Ressourcen hat und damit seine Tätigkeit selbständiger gestalten kann. Mehr Arbeitszufriedenheit kann Stress, Depressionen oder anderen Beschwerden vorbeugen.

## Verhaltensprävention
Die Information über Gesundheitsgefahren und das Einüben gesundheitsgerechten Verhaltens gehören ebenfalls zu den betriebsärztlichen Aufgaben. So sehen etwa die Gefahrstoffverordnung und die Biostoffverordnung verbindlich die Aufklärung und Beratung der Beschäftigten durch den Betriebsarzt vor. Das Arbeitsschutzgesetz fordert Verhaltensprävention zur Umsetzung der in § 4 geforderten Verhältnisprävention: „Den Beschäftigten sind geeignete Anweisungen zu erteilen.“
Beispiele für weitere Maßnahmen der Verhaltensprävention sind etwa Trainings für richtiges Sitzen, richtiges Tragen (Rückenschule), ein Hautschutzplan oder richtiges Verhalten im Straßenverkehr (Wegeunfall). An Bedeutung gewinnen auch Angebote zur Stress-Bewältigung und zur Bekämpfung von Mobbing. Ebenso dazu gehören der aktive Nichtraucherschutz und Angebote zur Rauchentwöhnung.
Eine neuere Entwicklung sind Angebote von Kliniken an Unternehmen, deren Mitarbeitern basierend auf Beratungsverträgen mit diesen Unternehmen ärztliche Betreuung anzubieten, wobei im Rahmen der ärztlichen Schweigepflicht die Anonymität der Mitarbeiter gegenüber ihrem Arbeitgeber gesichert ist. Solche freiwillig geleisteten Maßnahmen des Arbeitgebers zur Verhaltensprävention sind jedoch kein Ersatz für gesetzlich vorgeschriebene Maßnahmen zur Verhältnisprävention. Gefordert wird die Balance zwischen einer an den Arbeitsbedingungen und einer an den einzelnen Mitarbeitern ansetzenden Prävention.

## Beispiele für weitere Maßnahmen
- Verschönerungsmaßnahmen, wie schönere Beleuchtung, neue Farben und Umgestalten des Pausenraums können aus arbeitspsychologischer Sicht zum Gesundheitsschutz gerechnet werden.
- Betriebssport oder Zuschüsse zu Sportvereinen / Fitnessstudios
- Fahrsicherheitstraining (auch Öko-Fahrtraining, da hier „entspannteres Fahren“ gelehrt wird)
- Kummerkästen
- Mitarbeiterbefragungen
- Gesundheitszirkel
- Aktionen für gesundes Essen in der Werkskantine